# Zsolt Semjén
Zsolt Semjén (Budapest, 8 agosto 1962) è un politico ungherese, dal giugno 2010 vice primo ministro nel secondo, terzo, quarto e quinto governo di Viktor Orbán; è anche membro dell'assemblea nazionale, dapprima per un primo mandato dal 28 giugno 1994 al 17 giugno 1998 e poi per un secondo dal 15 maggio 2002.